# 揚吉尤利
揚吉尤利（羅馬化：Yangiyul'）是乌兹别克斯坦東部塔什干州的城市，距離首都塔什干約20公里，始建於1901年，海拔高度350米。2009年人口55269，2021年人口61700人。

## 地理
该市位于奇尔奇克河河畔，距离首都塔什干20余公里。

## 历史
1899年，俄罗斯帝国在中亚铁路 (1848年)上塔什干附近建成了新的火车站，名称叫做“考夫曼（Кауфманская）站”，该站是在古代遗址考恩奇·特佩（Каунчи-Тепа，考恩奇遗址）上修建的。考夫曼得名自俄罗斯帝国的突厥斯坦总督康斯坦丁·彼得洛维奇·考夫曼。
革命后，考夫曼被更名为旧称考恩奇（Каунчи）。1934年更名为现名，该名称在乌兹别克语中意为“新路”。
在两次世界大战期间，由于靠近首都塔什干、交通便利等因素，该市得到了发展。在第二次世界大战期间的1942年，波兰安德斯军团在离开乌兹别克斯坦前往对抗纳粹德国的前线之前，其指挥部一度设在该市。该市内有波兰军的公墓。

## 产业
以轻工业为主，包括纺织、造纸、精油生产等。